# Harald Fries
Elias Harald Fries, född 27 december 1878 i Göteborgs Kristine församling, Göteborg, död där 15 oktober 1963, var en svensk läkare och botaniker.
Auktorsnamnet H.Fr. kan användas för Harald Fries i samband med ett vetenskapligt namn inom botaniken; se Wikipediaartiklar som länkar till auktorsnamnet.

## Biografi
Fries var son till medicine doktor Robert Fries och Sofia Elisabeth Bergman samt bror till Thore Fries. Han avlade mogenhetsexamen i Göteborg 1896, mediko-filosofisk examen vid Uppsala universitet 1897 och blev medicine kandidat där 1901 samt medicine licentiat vid Karolinska Institutet i Stockholm 1906. Fries var tillförordnad epidemiläkare i Uppsala 1905, underläkare vid Kristinehamns hospital 1906 och vid länslasarettet i Karlstad 1906-1908. Han var amanuens och andre läkare vid Allmänna och Sahlgrenska sjukhuset 1908-1910. Fries var tillförordnad distriktsläkare samt läkare vid Stampens lungsjukhus i Göteborg 1913-1922 och tillförordnad provinsialläkare i Göteborgs distrikt kortare tider åren 1920-1923 samt 1924-1926. Fries var järnvägsläkare 1917-1943 och blev officiell ympare i Göteborg 1926.
Han var praktiserande läkare i Göteborg 1910-1961 och verksam som skolläkare samt läkare vid Gamlestadens fabriker och SKF. Fries hyste intresse för botanik och odlade vänskap med bland andra Carl Skottsberg. År 1919 stiftades Botaniska föreningen och Fries verkade däri som eldsjäl. Han satte sig före att inventera växtligheten i Göteborgs- och Bohus län och  lät publicera ett vetenskapligt verk över länets flora. Fries lär under insamlingen av material inte ha gått ett steg på andra sidan länsgränsen.
Fries var även ledamot av styrelsen för Göteborgs trädgårdsförening.
Fries gifte sig 1923 gift med Anna Sofia Carlander, dotter till häradshövdingen Algot Carlander och Maria Tengvall. Fries avled 1963 och gravsattes på Östra kyrkogården i Göteborg.

## Utmärkelser
- Riddare av Vasaorden (RVO)[5]